# Pandora’s Toys
A Pandora's Toys az amerikai Aerosmith együttes hatodik válogatásalbuma, amelyet 1995-ben, limitált példányszámban adott ki a Columbia. A lemezre felkerült dalok a Pandora's Box válogatásról kerültek át. A fa dobozos korlátozott példányszámú kiadványban egy Aerosmith történetet elmesélő CD szerepel (narrátor: Chris Barrie), továbbá egy matrica is. A kiadvány világszerte mindössze 10 000 példányban jelent meg.

## Számlista
1. Sweet Emotion
2. Draw the Line
3. Walk This Way
4. Dream On
5. Train Kept A-Rollin'
6. Mama Kin
7. Nobody's Fault
8. Seasons of Wither
9. Big Ten Inch Record
10. All Your Love
11. Helter Skelter
12. Chip Away the Stone

## Szerzők
- All Your Love - Otis Rush
- Big Ten Inch Record - Fred Weismantel
- Chip Away The Stone - Richie Supa
- Draw The Line - Steven Tyler, Joe Perry
- Dream On - Steven Tyler
- Helter Skelter -  John Lennon, Paul McCartney
- Mama Kin - Steven Tyler
- Nobody's Fault - Steven Tyler, Brad Whitford
- Seasons Of Wither - Steven Tyler
- Sweet Emotion - Steven Tyler, Tom Hamilton
- Train Kept A Rollin - Tiny Bradshaw, L. Mann, H. Kay
- Walk This Way - Steven Tyler, Joe Perry

## Fordítás
- Ez a szócikk részben vagy egészben  a   Pandora's Toys című angol Wikipédia-szócikk fordításán alapul.  Az eredeti cikk szerkesztőit annak laptörténete sorolja fel. Ez a jelzés csupán a megfogalmazás eredetét és a szerzői jogokat jelzi, nem szolgál a cikkben szereplő információk forrásmegjelöléseként.